# NGC 6615
NGC 6615 est une galaxie lenticulaire barrée située dans la constellation d'Ophiuchus. Sa vitesse par rapport au fond diffus cosmologique est de 2 627 ± 14 km/s, ce qui correspond à une distance de Hubble de 38,7 ± 2,7 Mpc (∼126 millions d'al). NGC 6615 a été découverte par l'astronome allemand Albert Marth en 1863.